# Bart King
Pour les articles homonymes, voir King.
John Barton King dit Bart King (né le 19 octobre 1873 – mort le 17 octobre 1965), est un joueur américain de cricket. Il effectue notamment trois tournées en Angleterre avec l'équipe de Philadelphie entre 1897 et 1908 et dispute plusieurs rencontres avec l'équipe des États-Unis contre le Canada.